# Cosmocampus elucens
La Cornetica Amarilla, Pez Pipa Aletilla o Trompetero Brillante (Cosmocampus elucens) es una especie de pez de la familia Syngnathidae en el orden de los Syngnathiformes.

## Morfología
Los machos pueden alcanzar 15 cm de longitud total.

## Reproducción
Es ovovivíparo y el macho transporta los huevos en una bolsa ventral, la cual se encuentra debajo de la cola.

## Hábitat
Es un pez  de mar y de clima subtropical y asociado a los arrecifes de coral que vive hasta 345 m de profundidad.

## Distribución geográfica
Se encuentra desde Carolina del Norte (Estados Unidos), Bermuda y el norte del Golfo de México hasta las Pequeñas Antillas y Surinam.